# Vesna Kruljac
Vesna Kruljac (1972) je srpska kustoskinja, teoretičarka umetnosti i univerzitetska profesorka. Bavi se proučavanjem istorije moderne umetnosti i avangarde u jugoslovenskom i evropskom kontekstu. Autorka je četiri monografije i više naučnih radova objavljenih u zemlji i inostranstvu. 

## Biografija

### Obrazovanje
Vesna Kruljac diplomirala je istoriju umetnosti na Filozofskom fakultetu u Beogradu 2003. Godine. Na istom fakultetu je magistrirala 2007. godine sa tezom  ͈„Lazar Trifunović – protagonist i antagonist jedne epohe” i doktorirala 2015. godine sa tezom  „Polemički konteksti beogradskog enformela”

### Karijera i doprinos
Profesionalnu karijeru započela je kao kustoskinja u Galeriji Matice srpske u Novom Sadu (2003)  a nastavila kao visa kustoskinja i muzejska savetnica u Narodnom muzeju Srbije u Beogradu (2007). Od 2018. godine radi kao profesorka na osnovnim studijama i na doktorskim studijama na predmetu Srpska avangardna umetnost na Fakultetu primenjenih umetnosti.
Vesna Kruljac je članica organizacionog, naučnog i uređivačkog odbora Međunarodne naučno-stručne konferencije SmartArt, a od 2020. član Etičke komisije FPU. Saradnica je na naučnom projektu „Srpska umetnost 20. veka: nacionalno i Evropa”. Njena uža naučna oblast je Istorija moderne i savremene umetnosti i likovne kritike druge polovine 20. veka, sa fokusom na odnos tih disciplina i politike (ideologije). Sarađivala je sa naučnoistraživačkim institucijama kulture u zemlji i inostrantsvu kao što sui  SANU na izdavačkom projektima „Srpska enciklopedija” i „Rečnik pojmova likovnih umetnosti i arhitekture”, češkom Muzeum Umeni Olomouc na projektu „Years of Disarray 1908-1928. Avant-gardes in Central Europe”, na međunarodnoj konferenciji na Institute for Art Studies Bulgarian Academy of Sciences i dr.

## Bibliografija - izbor[4]
- „Polemički konteksti beogradskog enformela", Fondacija Vujičić kolekcija, Beograd, 2021.
- „Zenitistička arhitektura u kontekstu jugoslovenske međuratne umetničke scene”, u: Arhitektura i vizuelne umetnosti u jugoslovenskom kontekstu: 1918 – 1941, ur. A. Kadijević i A. Ilijevski, Institut za istoriju umetnosti, Filozofski fakultet Univerziteta u Beogradu, Beograd, 2021, 180–186.
- „Lazar Vozarević: stvaralaštvo enformelne i postenformelne faze (1960–1968)”, u: J. Denegri i dr., Lazar Vozarević, Fondacija Vujičić kolekcija, Beograd, 2020, 97–205.
- „Konfrontacije na relaciji zenitizam – jugo-dada: časopis kao platforma propagandne borbe za hegemoniju značenja”, Zbornik Seminara za studije moderne umetnosti Filozofskog fakulteta Univerziteta u Beogradu 16, 2020, 25–42.
- „Politički disput i napad na enformelnu apstrakciju u Jugoslaviji 1962./1963.”, Peristil 62, 2019, 159–177.
- „Enformel Miodraga Miće Popovića”, Zbornik za likovne umetnosti Matice srpske 47, 2019, 307–320.
- „Motiv senke u slikama Ivana Tabakovića”, u: Zbornik radova sa Naučnog skupa Ivan i Đorđe Tabaković – graditelji srpske kulture HH veka, Matica srpska, Novi Sad, 2018, 171–186.
- „Likovni opus Vladislava Šilja Todorovića (1933–1988)”, Zbornik Narodnog muzeja 23-2, 2018, 245–261.
- “Belgrade Art Informel in the Polemical Context of Serbian Culture during the 1950s and 1960s”, in French Artistic Culture and Central-East European Modern Art, Lj. Kolešnik and T. Bjažić Klarin, Institute of Art History, Zagreb, 2017, 226–241 (ill. 320–328).
- “Belgrade Art Informel at the Crossroads of Modernism and Postmodernism”, in: Presičane na granicite v izkustvata: otvъd modernoto i postmodernoto/Crossing Borders in Arts: Beyond Modern & Postmodern, K. Nikolova, M. Bozhikova, M. Georgieva, N. Marinchevska et V. Penevska, Institute of Art Studies, Sofia, 2018, 23–36.
- „Evokacije vizantijske umetnosti u likovnom opusu Lazara Vozarevića”, u: Savremena muzika između tišine i zvuka. Arhitektura u komunikativnom diskursu. Balkan – mesto susreta kulture i umetnosti, knj. III, „Srpski jezik, knjižnjvnost, umetnost”, Filološko-umetnički fakultet, Kragujevac, 2017, 327–345.
- Miško Pavlović: ciklus ‘Put, linija, žica, mreža, kavez’, Likovna galerija Kulturnog centra, Beograd, 2017.
- „Lazar Trifunović i Narodni muzej u Beogradu (1962–1968)”, Zbornik Seminara za studije moderne umetnosti Filozofskog fakulteta Univerziteta u Beogradu 12, 2016, 167–
- „Sociokulturni kontekst beogradskog enformela: primeri iz Narodnog muzeja u Beogradu”, Zbornik Narodnog muzeja 22-2, 2016, 339–364.
- „Polemički karakter i recepcija beogradskog enformela u srpskoj kulturi šezdesetih godina HH veka”, Zbornik za likovne umetnosti Matice srpske 44, 2016, 225–247.
- „Lazar Trifunović – protagonist i antagonist jedne epohe", Muzejske godine 2, Narodni muzej, Beograd, 2009.

## Nagrade
2024. Nagrada „Pavle Vasić"